# Amt Frauenstein
Das Amt Frauenstein war eine im Erzgebirgischen Kreis gelegene territoriale Verwaltungseinheit des Kurfürstentums Sachsen.
Bis zum Ende der sächsischen Ämterverfassung im Jahr 1856 bildete es den räumlichen Bezugspunkt für die Einforderung landesherrlicher Abgaben und Frondienste, für Polizei, Rechtsprechung und Heeresfolge.

## Geographische Ausdehnung
Das Gebiet des Amts Frauenstein liegt im mittleren Erzgebirge. Im Süden grenzte das Amt unmittelbar an das Königreich Böhmen. Durch ein Teilstück des Amtsgebietes führte die Alte Freiberg-Teplitzer Poststraße als wichtige Verkehrsachse.

## Geschichte
Das obere mittlere Erzgebirge war zunächst nur relativ schwach besiedelt. Mit der sich entwickelnden Ämterverfassung in Sachsen entstand auch das Amt Frauenstein aus der mittelalterlichen Pflege Frauenstein. Das Amt wurde nach der Mitte des 19. Jahrhunderts endgültig aufgelöst.

## Zugehörige Orte
Hauptort des Amtes war die namensgebende Stadt Frauenstein. Daneben gab es mehrere Amtsdörfer und Rittergutsherrschaften, darunter Holzhau, Mulda/Sa., Nassau, Rechenberg, Reichenau, Schönfeld und Weigmannsdorf. Dazu ferner Ammelsdorf, Bienenmühle,  Kleinbobritzsch, Burkersdorf, Dittersbach, Friedersdorf, Hartmannsdorf, Hermsdorf/Erzgeb., Randeck und Teichhaus.
1560 wurde der bis dahin zum Amt Frauenstein gehörige Kreuzwald zwischen den beiden Dörfern Reichenau und Hermsdorf/Erzgeb. als Exklave dem Amt Altenberg zugeordnet.
Die Exklave des "Einsiedler Walds" lag östlich von Neuhausen/Erzgeb. zwischen der Flöha im Norden und der Schweinitz im Süden. Sie wurde im Norden, Westen und Süden von der Herrschaft Purschenstein (ab 1696 zum Kreisamt Freiberg gehörig) umschlossen. Im Osten grenzte sie an das Königreich Böhmen. 1814 wurde diese Exklave mit dem Amt Lauterstein gegen die Frauensteiner Exklave "Hirschberger Wald" im Seiffener Winkel östlich von Olbernhau mit seinen drei Orten und zwei Mühlen getauscht.